# 430 (numero)
Quattrocentotrenta (430) è il numero naturale dopo il 429 e prima del 431.

## Proprietà matematiche
- È un numero pari.
- È un numero composto con 8 divisori: 1, 2, 5, 10, 43, 86, 215, 430. Poiché la somma dei suoi divisori (escluso il numero stesso) è 362 < 430, è un numero difettivo.
- È un numero composto.
- È un numero difettivo.
- È un numero intoccabile.
- È un numero sfenico.
- È un numero palindromo nel sistema di numerazione posizionale a base 8 (656).
- È parte delle terne pitagoriche (258, 344, 430), (430, 1032, 1118), (430, 1824, 1874), (430, 9240, 9250), (430, 46224, 46226).
- È un numero congruente.
- È un numero malvagio.

## Astronomia
- 430P/Scotti è una cometa periodica del sistema solare.
- 430 Hybris è un asteroide della fascia principale del sistema solare.
- NGC 430 è una galassia ellittica della costellazione della Balena.

## Astronautica
- Cosmos 430 è un satellite artificiale russo.